# Jasper (Minnesota)
Jasper és una població del comtat de Pipestone a l'estat de Minnesota (Estats Units). Segons el cens del 2000 tenia 597 habitants.

## Demografia
Segons el cens del 2000, Jasper tenia 597 habitants, 286 habitatges, i 173 famílies. La densitat de població era de 261,9 habitants per km².
Dels 286 habitatges en un 24,8% hi vivien nens de menys de 18 anys, en un 51,7% hi vivien parelles casades, en un 5,6% dones solteres, i en un 39,5% no eren unitats familiars. En el 39,2% dels habitatges hi vivien persones soles el 26,6% de les quals corresponia a persones de 65 anys o més que vivien soles. El nombre mitjà de persones vivint en cada habitatge era de 2,09 i el nombre mitjà de persones que vivien en cada família era de 2,75.
Per edats la població es repartia de la següent manera: un 23,6% tenia menys de 18 anys, un 4,4% entre 18 i 24, un 22,4% entre 25 i 44, un 22,1% de 45 a 60 i un 27,5% 65 anys o més.
L'edat mitjana era de 44 anys. Per cada 100 dones de 18 o més anys hi havia 81,7 homes.
La renda mitjana per habitatge era de 25.521 $ i la renda mitjana per família de 34.500 $. Els homes tenien una renda mitjana de 26.818 $ mentre que les dones 23.542 $. La renda per capita de la població era de 18.019 $. Entorn del 6,1% de les famílies i el 9,7% de la població estaven per davall del llindar de pobresa.

## Poblacions més properes
El següent diagrama mostra les poblacions més properes.